# Un'altra idea
Un'altra idea è il primo singolo del gruppo femminile italiano Le Deva, pubblicato nel 2017 estratto dall'album 4.

## Descrizione
Un'altra idea è il primo singolo della girlband italiana Le Deva. Il brano è stato scritto da Antonio Maggio, Zibba, G.Bruno, Verdiana e Marco Rettani.
Il 4 maggio 2017 esce il videoclip ufficiale del singolo diretto da Mauro Russo su YouTube sul canale della New Music International.

## Tracce
Download digitale
1. Un'altra idea – 3:15

## Formazione
- Laura Bono
- Verdiana Zangaro
- Greta Manuzi
- Roberta Pompa